# Балавенский, Фёдор Петрович
Фёдор Петрович Балавенский (31 декабря 1864 (12 января 1865), Люботин, Харьковской губернии Российская империя — 8 ноября 1943, пос. Лианозово (ныне в составе Москвы) — украинский советский художник, скульптор, педагог.

## Биография
В 1896 окончил Киевскую рисовальную школу. Ученик Н. Мурашко. До 1903 продолжил учёбу в Высшем художественном училище при Императорской Академии художеств в Санкт-Петербурге (1898—1903). Получил звание художника за группу «Ведьмы, летящие на шабаш» (31.10.1903) .
В 1905—1906 — преподавал в Тбилисском, в 1907—1922 — Киевском художественных училищах, где руководил мастерскими скульптуры. В 1922—1930 — в Миргородском художественно-керамическом техникуме.
Среди его известных учеников в Киеве был Иван Кавалеридзе.
Урна с прахом захоронена в колумбарии Донского кладбища.

## Творчество

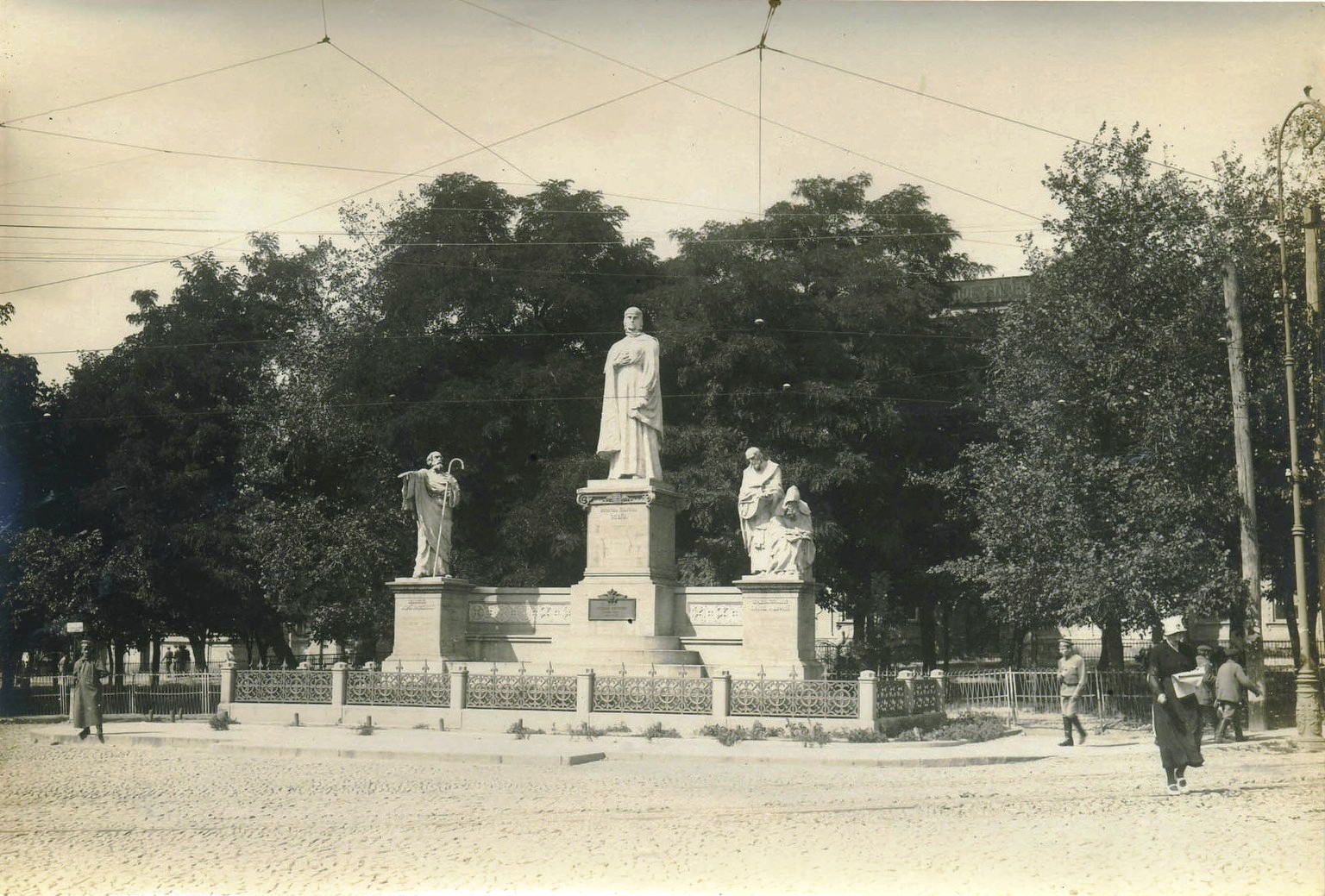
Памятник княгине Ольге, Апостолу Андрею, Кириллу и Мефодию (Киев. 1911 г.)

Работал в жанрах станковой и монументально-декоративной пластики.
В 1909 его первый проект киевского памятника княгине Ольге и просветителям Кириллу и Мефодию стал победителем конкурса, и хотя со временем был отклонён, но Балавенский всё же стал соавтором проекта И. П. Кавалеридзе. Когда Иван Кавалеридзе выполнил в 1910 проект памятника княгине Ольге и просветителям Кириллу и Мефодию, установленному в 1911 на Михайловской площади в Киеве, его художественным руководителем и соавтором был Ф. Балавенский.
В 1910 и 1912 был членом жюри конкурса на проект памятника Тарасу Шевченко для Киева; в 1911 получил вторую премию на конкурсе проектов памятника Т. Шевченко. Однако, царским правительством было запрещено строительство памятника украинскому поэту. В 1903 создал скульптурный портрет Тараса Шевченко («Т. Г. Шевченко», гипс).
В 1914 году в Харькове на городском кладбище был открыт памятник работы Ф. Балавенского украинскому актёру и писателю М. Кропивницкому.
В 1919 году создал памятник-бюст Шевченко для Киева, который просуществовал до августа 1919 и был разбит деникинцами. Автор более 20 портретов поэта («Т.Шевченко», гипс, «Т. Шевченко», фарфор, оба — 1903) и др.
Автор целого ряда скульптурных украшений зданий в Киеве. Так, например, скульптор оформил фасад здания Мариинской общины Красного Креста (Саксаганского, 75) аллегоричными образами «Любви», «Милосердия», «Жизни» и «Медицины».

## Память
Выдающемуся скульптору посвящена одна из витрин киевского Музея Одной Улицы. К середине 1920-х годов Ф. Балавенский жил в, так называемом, Замке Ричарда — Львиное сердце на Андреевском спуске, 15. В музее хранятся скульптурные портреты Т. Шевченко и И. Котляревского, выполненные мастером, его графические рисунки и личные вещи.